# Bolygótípusok (Star Trek)
A Star Trek kitalált univerzumában a közel gömb alakú, csillag körüli stabil pályáján keringő testeket (bolygókat) különböző osztályokba sorolják. Az osztályba sorolás alapját a bolygó felszínminősége, kéregfelépítése, mérete, valamint a légköri jellemzői adják. 
A besorolás szerint a D, K, L, M osztályú bolygók nagyon hasonlóak, de a légkör miatt csak az M és L osztályúak lakhatóak. Viszont a H, J, T és Y osztályú bolygókon a terraformálás sem lehetséges.

## A Star Trekben említett főbb osztályok
- D osztályú bolygó: általában kis méretű bolygók, amelyek leginkább aszteroidákra, vagy holdakra jellemző felszínnel rendelkeznek. Mivel nincs, vagy csak nagyon ritka légkörük van, a becsapódó meteorok nem égnek el, így a felszínüket kráterek borítják. Néhány D típusú bolygó azonban rendelkezik az élet fenntartásához elegendő légkörrel, de ezeken is a száraz, sziklás felszínen főképp a ritka növényvilág jellemző.

- H osztályú bolygó: humanoid létformák számára teljesen lakhatatlanok, mivel légkörükben ugyan van oxigén, de nagy mennyiségben vannak különféle nemesgázok is. Az Armeni szerződésben a Föderáció több H típusú bolygóról mondott le a Sheliak részére.

- J osztályú bolygó: Jupiter típusú, gázóriás bolygók, amelyek élet fenntartására alkalmatlanok. Gyakran rengeteg holdjuk van.

- K osztályú bolygó: úgynevezett meddő világok. Ezen típusú bolygók a humanoidok számára csak az életfeltételek mesterséges biztosításával (pl. kupolavárosokban) lakhatóak, mert a bolygókon a felszíni hőmérséklet gyakran 0 °C alá süllyed és a légkör metánt, nitrogént illetve folyékony neont is tartalmazhat.

- L osztályú bolygó: éppen lakható világok, kezdetleges ökoszisztémákkal. A USS Voyager viszontagságos útja során említésre kerül Amelia Earhart és társai, akik egy ilyen argon-oxigén atmoszférájú bolygón feneklettek meg.

- M osztályú bolygó: az elnevezés a vulkáni osztályozásból ered, amely Minshara osztályúnak nevezi az ilyen típusú bolygókat. Az ilyen bolygók légköre oxigénből és nitrogénből áll, és a felszínén a víz minden formája megtalálható. Az M típusú bolygók teljes mértékben lakhatóak, így a legtöbb faj ilyen bolygókon fejlődött ki. M típusú bolygók a Föld, a Romulus, a Bajor és a Kardasszia-1. Az M típusú bolygók között is akad szélsőséges, például a Vulkán, ami nagyon száraz és kevés víz található a felszínén.

- N osztályú bolygó: rendkívül magas felszíni hőmérsékletű bolygók, melyek légkörében nemcsak szén-dioxid, hanem különböző maró szulfidok is megtalálhatóak. Ilyen bolygó például a Vénusz is, bár annak csökkent maró atmoszférája van. E bolygókon minden víz csak gőz formájában létezik.

- T osztályú bolygó: a J osztályú bolygókhoz hasonló gázóriások, amelyeknek gyakran van gyűrűje.

- Y osztályú bolygó: más néven Démon osztályú, az elnevezést azért kapta, mert az ilyen típusú bolygókon teljesen lehetetlen az élet bármilyen formája. A felszíni hőmérséklet 800 °C, mérgező légkör, erős sugárzás. Még a csillaghajókra is veszélyes lehet, ha pályára állnak aktív pajzs nélkül. Tudományos érdekesség volt, amikor a USS Voyager a Delta kvadránsban felfedezett egy ezüstvér nevű élőlényt, amely egy Y típusú bolygón élt.

## Egyéb osztályok
Több osztály is létezik, hiszen (elvileg) az ábécé minden betűjét A-tól Z-ig felhasználják (kivételek az U, V, és W betű, melyet mégsem használnak):
- A, B és C osztályú bolygók: jellemzően kis, fiatal bolygók, melyek pontosabb osztályzásuk a koruktól és a magjaik szilárdságától függ.
- E, F és G osztályú bolygók: jellemzően az M típusú bolygók (például Föld) korai szakaszában lévő bolygók, melyek még nem alkalmasak a humanoid létformák kifejődésére. Osztályzásuk a koruktól és a magjaik szilárdságától függ.
- I osztályú bolygók: még a J osztályú gázóriásoknál is nagyobb típusú gázóriások, azonban kisebbek, mint az S és T típusú bolygók.
- O és P osztályú bolygók: a bolygófelszínt szinte teljesen elborítja a víz valamilyen formája. Ha folyadék formában, akkor O típusú, ha jég formában, akkor P típusú bolygóról beszélünk.
- Q osztályú bolygók: folyamatosan változó keringési pályán haladó, ezáltal teljesen változó felszíni környezetet mutató bolygók besorolása.
- R osztályú bolygók: nem csillag körül keringő, hanem szabadon, az űrben vándorló bolygók.
- S osztályú bolygók: a T típusúnál kisebb és az I-nél nagyobb gázóriások.
- X és Z osztályú bolygók: az Y típusú bolygók pontosabb megkülönböztetésére tartalékolt kijelölések.

## Fordítás
- Ez a szócikk részben vagy egészben  a   Star Trek planet classifications című angol Wikipédia-szócikk fordításán alapul.  Az eredeti cikk szerkesztőit annak laptörténete sorolja fel. Ez a jelzés csupán a megfogalmazás eredetét és a szerzői jogokat jelzi, nem szolgál a cikkben szereplő információk forrásmegjelöléseként.